# Nacho del Río
Nacho del Río (Calatayud, 8 de diciembre de 1975) es el nombre artístico del cantador de jotas y tenor aragonés José Ignacio del Río Torcal. Fue formado por el cantante y gran investigador musical de la jota, Jesús Gracia, de quien recibió el legado histórico y cultural de la jota aragonesa.  Obtuvo durante cinco convocatorias el primer puesto en los Campeonatos de Aragón, además de otros premios y galardones, siendo uno de los principales cantadores de la jota contemporáneos. 

## Carrera infantil y juvenil
Su carrera como cantador de jotas comienza en la infancia, participando en diversos festivales y corales. Se estrenó en la “Coral Bilbilitana” con cuatro años y fue introducido por la jotera Olga Recaj. Para su formación, recibió clases de María Teresa Aguirre y Mercedes Cartiel, pero fue Jesús Gracia quien terminó de educar su voz y formarle en la cultura de la Jota y sus diferentes registros.
A los 6 años entró a formar parte del grupo de Jota “Virgen de la Peña”, y a los diez se incorporó a “Ronda Aragonesa” comenzando sus actuaciones por toda España. 
En su etapa infantil y juvenil obtuvo numerosos premios, destacando el Primer Premio Infantil del Certamen Oficial de Jota del Ayuntamiento de Zaragoza (1987) y en la pubertad, aconsejado por su maestro, dejó de cantar durante 6 años para superar el cambio de la voz. 

## Carrera profesional
Tras este largo descanso y la reeducación de la voz, se incorporó en 1995 comenzando una carrera plagada de premios y reconocimientos en los distintos festivales y  actuaciones por toda España y en Francia, Italia, Antigua Yugoslavia, Bulgaria, Israel y Suiza.
En 2005 falleció su maestro Jesús Gracia y, por petición de su viuda e hijos, se hizo cargo de su Escuela.
Fue coordinador de la Jota en la Exposición Internacional sobre el Agua de Zaragoza (2008), organizando la puesta en escena de todos los actos referentes a la jota durante la Expo.
En 2011 empezó a colaborar con el bailador Miguel Ángel Berna con los espectáculos Flamenco se escribe con Jota, Mudéjar,  Miguel Ángel Berna con los grandes de la Jota, Mediterráneo, La Jota y la Taranta, “La Jota" de Miguel Ángel Berna y Nacho del Río -"Dos Tierras”  (con publicación de CD), basado en las similitudes entre la jota y la tarantela.
En 2016 participó como cantador junto a Beatriz Bernad en la película de Carlos Saura “Jota de Saura” cantando una jota clásica.
En 2017 fue nombrado Director de la Fonoteca de la Jota (Consejería de Cultura del Gobierno de Aragón), organismo que reúne el legado musical de la jota.

## Principales Premios y reconocimientos
- Primer Premio Aficionados del Certamen “Demetrio Galán Bergua” 1996 y de Profesionales en 1997).
- Premio Extraordinario de canto del Certamen Oficial de Zaragoza -Campeonato de Aragón en las convocatorias de 2001, 2002, 2003, 2005 y 2008.
- Insignia de Oro del Grupo de Jotas Virgen de la Peña (Calatayud, 2002).
- Pregonero de la Fiestas Patronales de la Virgen de la Peña (Calatayud,2003).
- Académico de la Real Academia de Nobles y Bellas Artes de San Luís (2013).
- Hijo predilecto de Calatayud (2014).[9]

## Discografía
- CD En Calatayud nací (2002).
- CD con Yolanda Larpa y Sara Comín, Ayuntamiento de Calatayud (2004).
- Libro- Disco La jota ayer y hoy, junto a Beatriz Bernad (2005).
- Libro- Disco La jota ayer y hoy 2, (2006).
- Libro- Disco La jota ayer y hoy 3 (2008).
- CD Batebancos (2012).
- CD- DVD La jota sinfónica (2016).
- CD  Miguel Ángel Berna y Manuela Adamo "Dos Tierras” (2017).